# Oleg Moldovan
Oleg Moldovan (ros. Олег Анатольевич Молдован, Oleg Anatoljewicz Mołdowan; ur. 27 października 1966 w Kiszyniowie) – radziecki i mołdawski strzelec sportowy. Srebrny medalista olimpijski z Sydney.
Strzelectwo uprawiał od 1978 roku. Na igrzyskach olimpijskich debiutował jeszcze jako reprezentant ZSRR, w Seulu zajął 14. miejsce w strzelaniu do ruchomej tarczy z 50 m. W 1986 roku zdobył dwa brązowe medale na mistrzostwach Europy w Budapeszcie (ruchoma tarcza, 50 m) i Espoo (ruchoma tarcza, 10 m), zaś w 1995 jako reprezentant Mołdawii, zajął drugie miejsce w zawodach Pucharu Świata w Mediolanie.
Na igrzyskach olimpijskich startował jeszcze trzykrotnie, za każdym razem w tej samej konkurencji (ruchoma tarcza, 10 m). W 2000 roku odniósł największy sukces w karierze, zdobywając srebro olimpijskie; przegrał z Chińczykiem Yang Lingiem jedynie o 0,1 pkt..
Żonaty, ma przynajmniej jedno dziecko. Z zawodu jest policjantem.

## Wyniki olimpijskie
| Igrzyska | Konkurencja               | Wynik                               | Miejsce    | Źródło |
| -------- | ------------------------- | ----------------------------------- | ---------- | ------ |
| IO 1988  | Ruchoma tarcza, 50 metrów | 583 punkty (294-289)                | 14 (na 23) | [ 3 ]  |
| IO 1996  | Ruchoma tarcza, 10 metrów | 569 punktów (284-285)               | 9T (na 20) | [ 4 ]  |
| IO 2000  | Ruchoma tarcza, 10 metrów | 580 punktów (293-287) + 101 punktów | 2 (na 18)  | [ 2 ]  |
| IO 2004  | Ruchoma tarcza, 10 metrów | 568 punktów (290-278)               | 14 (na 19) | [ 5 ]  |